# Persoonskaart
De persoonskaart was een onderdeel van de bevolkingsregistratie in Nederland tussen 1938 en 30 september 1994. 
Een persoonskaart bevat gegevens van één persoon; als dat een gezinshoofd is, staan ook de inwonende kinderen op de kaart.
De kaart werd bewaard en bijgehouden door de woongemeente. Na overlijden ging de kaart eerst naar het CBS en daarna naar het Centraal Bureau voor Genealogie.
Op een persoonskaart staan in het algemeen de volgende gegevens:
- Nummer van de geboorteakte en datum van overname van de gegevens daarvan op de kaart
- Relatie tot het gezinshoofd
- Achternaam
- Voornamen
- Geboortedatum en -plaats
- Nationaliteit
- Namen, geboortedata en -plaats van beide ouders
- Naam van de huwelijkspartner
- Geboortedatum en -plaats van de huwelijkspartner
- Datum en plaats van het huwelijk
- Datum, plaats en reden van beëindiging van het huwelijk (O: overlijden, S: scheiding)
- Woonadressen
- Datum en plaats van overlijden (of van vertrek uit Nederland)

Op de kaart van een gezinshoofd werden daarnaast voor elk inwonend kind vermeld:
- Achternaam en voornamen
- Geboortedatum en -plaats
- Verhouding tot het gezinshoofd (zoon / dochter / stiefzoon / stiefdochter)
- Datum en wijze van verlaten van het gezin (H: huwelijk, A: afvoeren (vertrek), O: overlijden)

De gegevens zijn in de meeste gevallen met een schrijfmachine op de kaart gezet. De gegevens over verlaten van het gezin door een kind werden vaak geschreven.
Tijdens de Tweede Wereldoorlog werden ook datum van afgifte en nummer van het Persoonsbewijs op de persoonskaart aangetekend. De datum werd meestal gestempeld en het nummer geschreven, vaak met PB ervoor (van "Persoonsbewijs").
Persoonskaarten en -lijsten van personen die langer dan een jaar dood zijn, kunnen worden opgevraagd bij het Centraal Bureau voor Genealogie. De adresgegevens worden pas openbaar als de betreffende persoon langer dan twintig jaar dood is.
Op de kaart wordt ook de religie vermeld. Deze vermelding mag door het CBG niet op het uittreksel worden gezet. Ook speciale aantekeningen van de gemeente en de naam van de geneesheer die de overlijdensakte heeft getekend, mogen niet worden vrijgegeven.

## Administratie voor de persoonskaart
In de 19e eeuw werd het bevolkingsregister opgericht om permanent een goed beeld te hebben van de inwoners van een gemeente. Dit systeem van dikke registers werd in 1917 vervangen door een los kaartsysteem. Op elke zogenaamde gezinskaart werden de leden van één gezin per huisadres vermeld. In 1938 werd het systeem van de persoonskaart ingevoerd.

## Administratie na de persoonskaart
Het systeem van persoonskaarten werd per 1 oktober 1994 vervangen door een digitale administratie: de persoonslijst van de gemeentelijke basisadministratie persoonsgegevens (GBA). Deze benaming gold tot 1 januari 2014 en de naam GBA is vanaf die datum vervangen door de Basisregistratie Personen (BRP).